# ヨアキム・ビョルクルンド
ヨアキム・ビョルクルンド（Joachim Björklund、1971年3月15日 - ）は、スウェーデン・ベクショー出身の元同国代表サッカー選手、現サッカー指導者。ポジションはDF。
エステルスIFとSKブランでサッカーを始め、IFKヨーテボリで3度のリーグタイトルを獲得した後、ヴィチェンツァ・カルチョやレンジャーズFC、バレンシアCFに在籍した。2005年にウルヴァーハンプトン・ワンダラーズFCで現役を引退した。
スウェーデン代表として1992年にデビューし、2000年に代表引退。代表通算78試合に出場し、UEFA EURO '92とUEFA EURO 2000そして1994 FIFAワールドカップに出場した。

## クラブ経歴
エステルスIFでプロデビューをし、1990年に加入したSKブランではノルウェーリーグを代表するセンターバックになった。ブランでの活躍から1992年にアルスヴェンスカンの強豪IFKヨーテボリに移籍した。ヨーテボリではリーグ3連覇に貢献するとともに、1994-95シーズンに出場したUEFAチャンピオンズリーグにおいては、マンチェスター・ユナイテッドFCとFCバルセロナそしてガラタサライSKが同居するグループリーグで見事2位通過したチームの原動力になった。しかし、ベスト8でFCバイエルン・ミュンヘンに2戦合計2-2、アウェーゴール差によって敗退した。このシーズン終了後、セリエAのヴィチェンツァ・カルチョへと移籍し、そのシーズン終了後にはレンジャーズFCに移籍した。
1998年6月20日、移籍金250万ポンドでバレンシアCFに4年契約で移籍した。1シーズン目はリーグ戦24試合に出場して1ゴールを挙げた。しかし、3シーズン目にラファエル・ベニテス監督の構想をはずれ、再びイタリアのヴェネツィアFCに加入した。
2002年1月、プレミアリーグのサンダーランドAFCに移籍。2005年にウルヴァーハンプトン・ワンダラーズFCで現役を引退した。

## 代表経歴
1990年代のスウェーデン代表を代表する選手であり、パトリック・アンデションとCBコンビを組んで多くのメジャー大会に出場した。自身初のメジャー大会はUEFA EURO '92であり、UEFA EURO 2000と1994 FIFAワールドカップのスウェーデン代表にも選出された。1994年W杯では、ブラジルとイタリアに次ぐ大会3位フィニッシュに貢献した。また、1992年にバルセロナで開催された1992年バルセロナオリンピックにも出場している。
しかし、1998年に移籍したバレンシアCFでの不調から代表に招集されなくなり、2002 FIFAワールドカップ・ヨーロッパ予選のスウェーデン代表招集から漏れたことで、30歳にして代表からの引退を発表した。

## 人物
現役を引退後、主に北欧の選手をターゲットとするバレンシアCFのスカウトとして働き始めた。また、Canal+放送のラ・リーガ中継局でコメンテーターとしても働いている。
2018年1月28日、ハンマルビーIFのアシスタントコーチに就任した。

## タイトル

### クラブ
IFKヨーテボリ
- アルスヴェンスカン : 3回 (1993, 1994, 1995)

レンジャーズ
- スコティッシュ・プレミアリーグ : 1回 (1996-97)
- スコティッシュリーグカップ : 1回 (1996-97)

バレンシア
- コパ・デル・レイ : 1回 (1998-99)
- スーペルコパ : 1回 (1999)
- UEFAインタートトカップ : 1回 (1998)

### 代表
- FIFAワールドカップ3位 : 1回 (1998)